# Robert Rößler

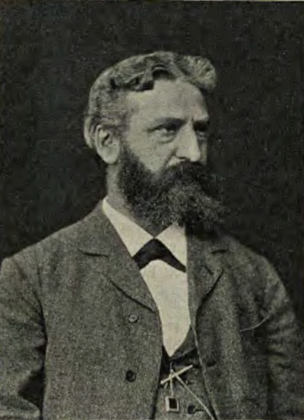
Robert Rößler

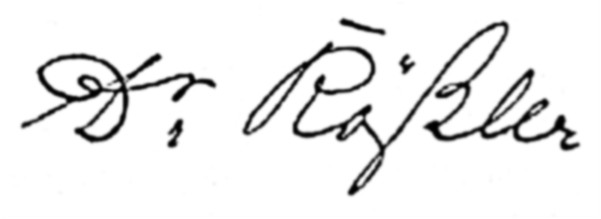
Rößlers Signatur

Robert Ernst Rößler (* 1. März 1838 in Großburg, Niederschlesien; † 20. Mai 1883 in Ratibor) war ein schlesischer Dialektdichter.

## Leben
Seine Eltern waren einfache Landleute. Ab 1841 wohnte die Familie in Gleinitz im Landkreis Nimptsch, wo Rößler auch die Dorfschule besuchte. Seine Leistungen dort führten dazu, dass er ab 1851 das Maria-Magdalenen-Gymnasium in Breslau besuchen konnte. Ab 1859 studierte er in Breslau Philosophie. Während seines Studiums wurde er 1860 Mitglied der Burschenschaft Raczeks. Nach Unterbrechung durch Militärdienst promovierte er 1865 in Philosophie und legte das Staatsexamen ab. Beruflich war er als Lehrer und Rektor in Landeshut, Ratibor, Striegau und Sprottau tätig.
Der Schriftsteller Karl von Holtei, dessen Bekanntschaft er 1861 machte, ermunterte ihn, seine schlesischen Mundartgedichte zu veröffentlichen.
Mit 45 Jahren starb Robert Rößler als Direktor der städtischen Realschule in Ratibor an einem Gehirnschlag und wurde dort beerdigt.

## Werke
- Der Tag von Lundby. 1865
- Aus  Krieg und Frieden. 1867
- als Coautor: Aus der Güntherstadt. 1873
- Dore. 1876
- Närr’sche Kerle. 1878
- Schläs’sche Durfgeschichten. 1879
- Durf- und Stoadtleute. 1880
- Durf- und Stoadtleute. Neue schlesische Erzählungen. 1881
- Wie der Schnoabel gewaxen. 1881
- Gemittliche Geschichten. 1882
- Mein erster Patient. Janke, Berlin 1883 (hochdeutsch)

## Verweise